# Grainet
Grainet is een gemeente in de Duitse deelstaat Beieren, en maakt deel uit van het Landkreis Freyung-Grafenau.
Grainet telt 2.489 inwoners.
Eppenschlag ·
Freyung ·
Fürsteneck ·
Grafenau ·
Grainet ·
Haidmühle ·
Hinterschmiding ·
Hohenau ·
Innernzell ·
Jandelsbrunn ·
Mauth ·
Neureichenau ·
Neuschönau ·
Perlesreut ·
Philippsreut ·
Ringelai ·
Röhrnbach ·
Saldenburg ·
Sankt Oswald-Riedlhütte ·
Schöfweg ·
Schönberg ·
Spiegelau ·
Thurmansbang ·
Waldkirchen ·
Zenting